# Filialkirche St. Georg am Danielsberg

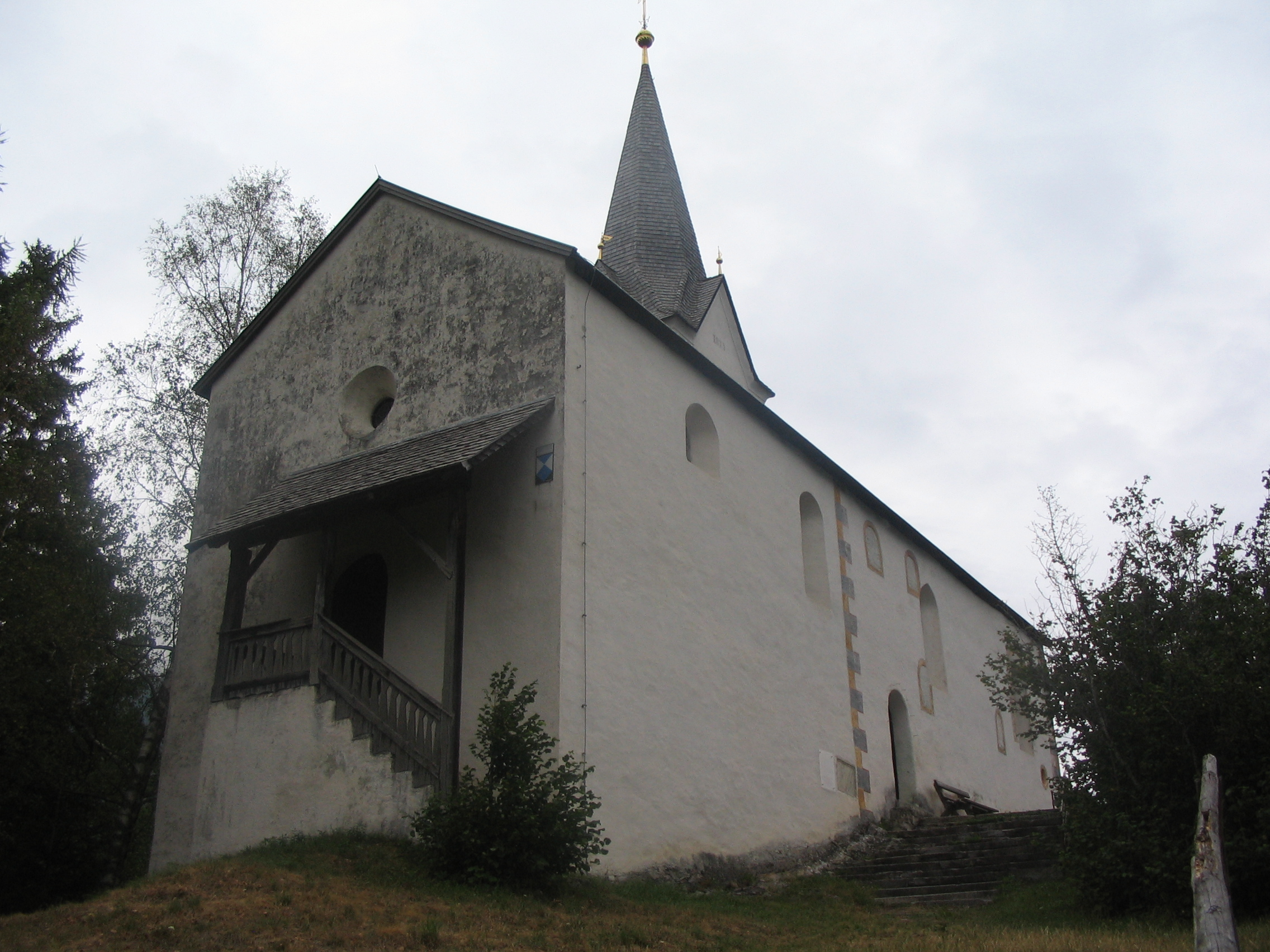
Die Kirche, gesehen vom Zugang aus westlicher Richtung

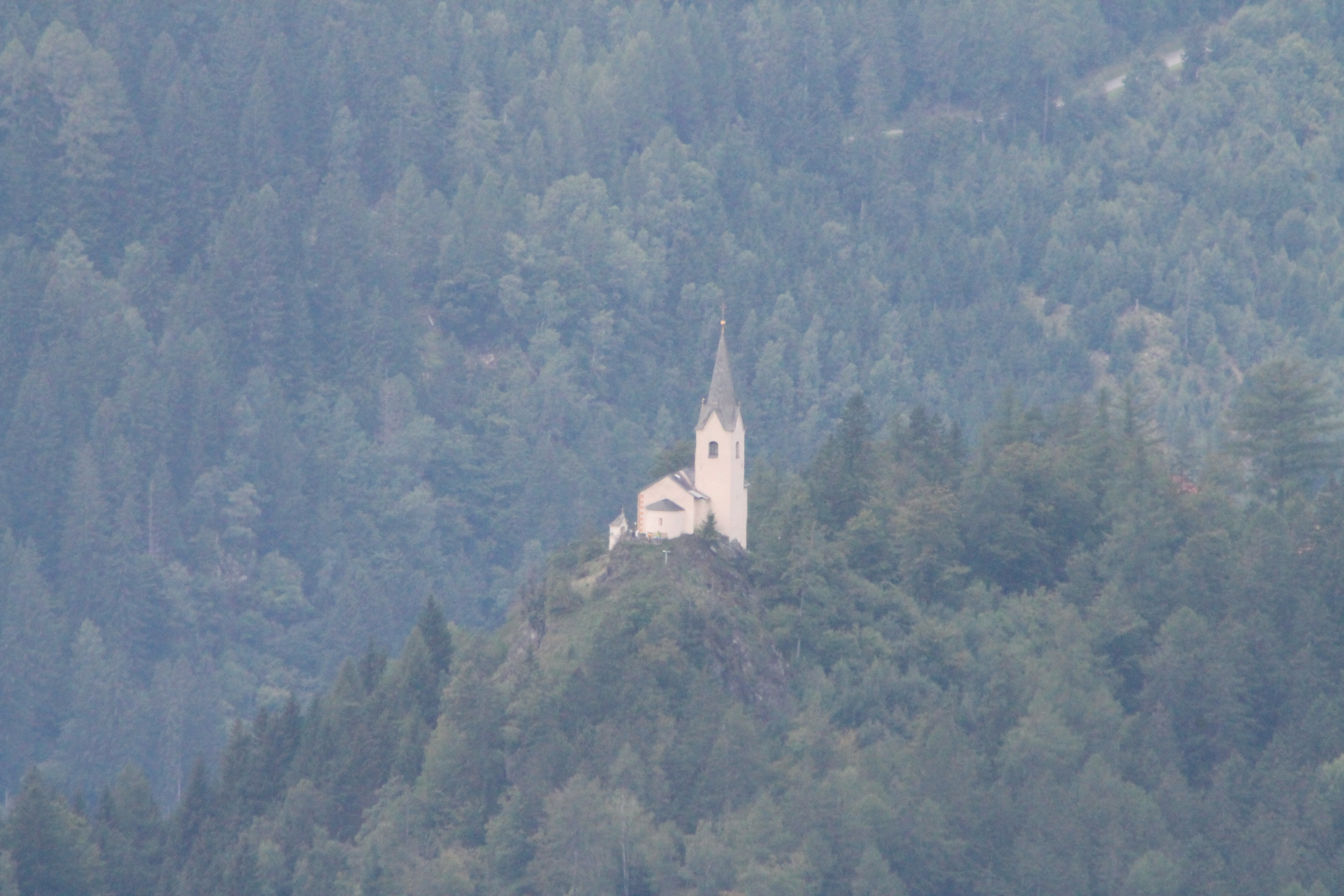
Fernansicht aus östlicher Richtung

Die Katholische Filialkirche heiliger Georg am Danielsberg befindet sich am Gipfel des 966 Meter hohen Danielsberges in der Gemeinde Reißeck in Österreich. Mit dem Bau wurde 1127 begonnen; die zunächst romanisch-gotische Kirche wurde später barockisiert.

## Geschichte

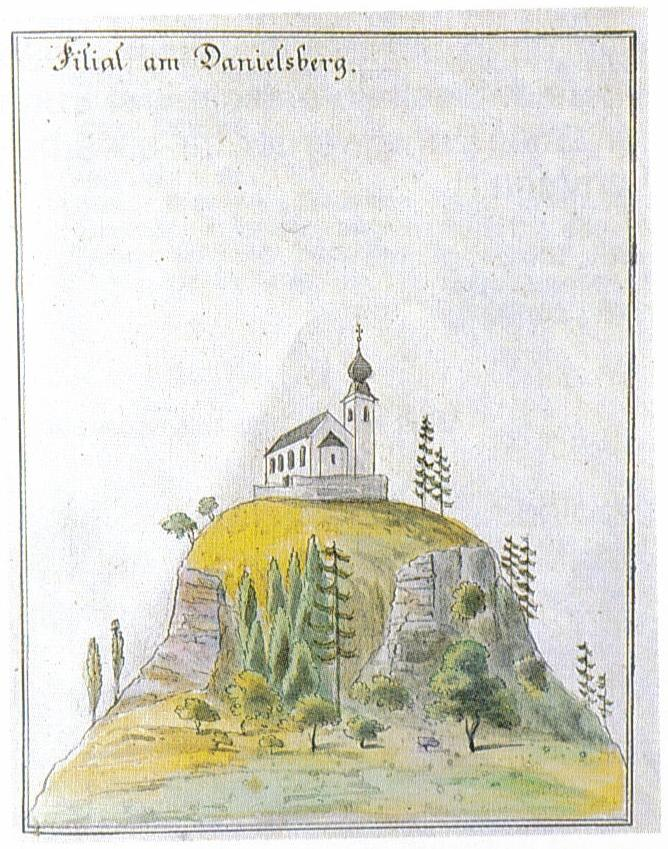
Kolorierte Tuschezeichnung um 1800. Kirche mit Zwiebelturm.

Um das Jahr 313 dürfte eine erste dem Heiligen Daniel geweihte christliche Kapelle erbaut worden sein, die wahrscheinlich aus einem älteren Bildstock hervorgegangen war.
Die Kulthandlungen der Römer und Christen endeten mit dem Einwandern der Slawen um 600. Ab 773 regierte ein Gaugraf der Baiern, und Bischof Modestus von Kärnten, der zuvor von Bischof Virgilius von Salzburg geschickt worden war, benannte den Berg nach der vorgefundenen Kapelle Danielsberg, der von da an Anlaufpunkt für eine weite Region wurde.
Die erste Kirche (unter dem Patrozinium des Heiligen Georgs) wurde im Jahr 1127 erbaut. Sie war die erste Kirche, die auf der Bergspitze gebaut wurde. In den nächsten drei Jahrhunderten ist sie einmal abgebrannt, ein zweites Mal 1510.
Der 1127 gebaute Teil ist heute der Ostteil, der Westteil wurde 1515 errichtet. Am Anfang hatte die Kirche zwei Geschoße, später wurde die Höhe der Mauer jedoch verringert und das Geschoß entfernt. Die romanischen Fenster wurden durch spätgotische Spitzbogenfenster ersetzt. Heute sind die alten Fenster an der Außenseite kurz unter dem Dach angedeutet. In der Mitte über dem Altarraum wurde ein Dachreiter aus Holz errichtet. Am 14. Juni 1516 fand die Einweihung, zeitgleich mit der der Pfarrkirche von Kolbnitz, statt. Der neue Name war „Wiederhergestellte Filialkirche von Pusarnitz, gewidmet den Heiligen Michael, Daniel und Georg“. Beide Einweihungen wurden von Bischof Berthold Pürstinger von Chiemsee durchgeführt.
1633 wurde im hinteren Teil der Kirche eine Empore gebaut, 1677 wurde der zunächst offene Dachstuhl mit einer Kassettendecke geschlossen. Um 1790 wurde der Jahrestag der Kirche, der sich im Juli befand, auf den Sonntag nach St. Georg (23. April) verlegt, da Kaiser Joseph II. alle Wallfahrten außer am Patroziniumstag verbot. Bis heute kommen jährlich etwa 1000 Personen aus einem Umkreis von 15 km. 1989–1992 wurden an der Kirche umfangreiche Restaurierungsarbeiten durchgeführt. 1990 wurde dabei Betonplatten des Kirchenbodens gegen Terrakottaziegel ausgewechselt. Dabei fand man steinzeitliche Werkzeuge, deren Alter auf etwa 6000 Jahre geschätzt wird. Nachdem die Kirche lange Zeit Anlaufstelle der Bergbauern der Region war (Tauerngold), ist sie heute ein beliebter Ort für Trauungen.

## Der Turm
Der Turm wurde 1750 angebaut und löste den Dachreiter ab. Anfangs hatte er eine Zwiebel, seit 1873 die heutige Turmspitze. Im Turm befinden sich zwei Glocken, die erste stammt aus dem Jahre 1932 und ist dem Heiligen Josef geweiht, die zweite von 1992 ist der Heiligen Maria geweiht. Im Zuge der Renovierung von 1989 wurde der Turm mit Lärchenschindeln neu gedeckt.

## Inneres der Kirche
Apsis mit Fresko

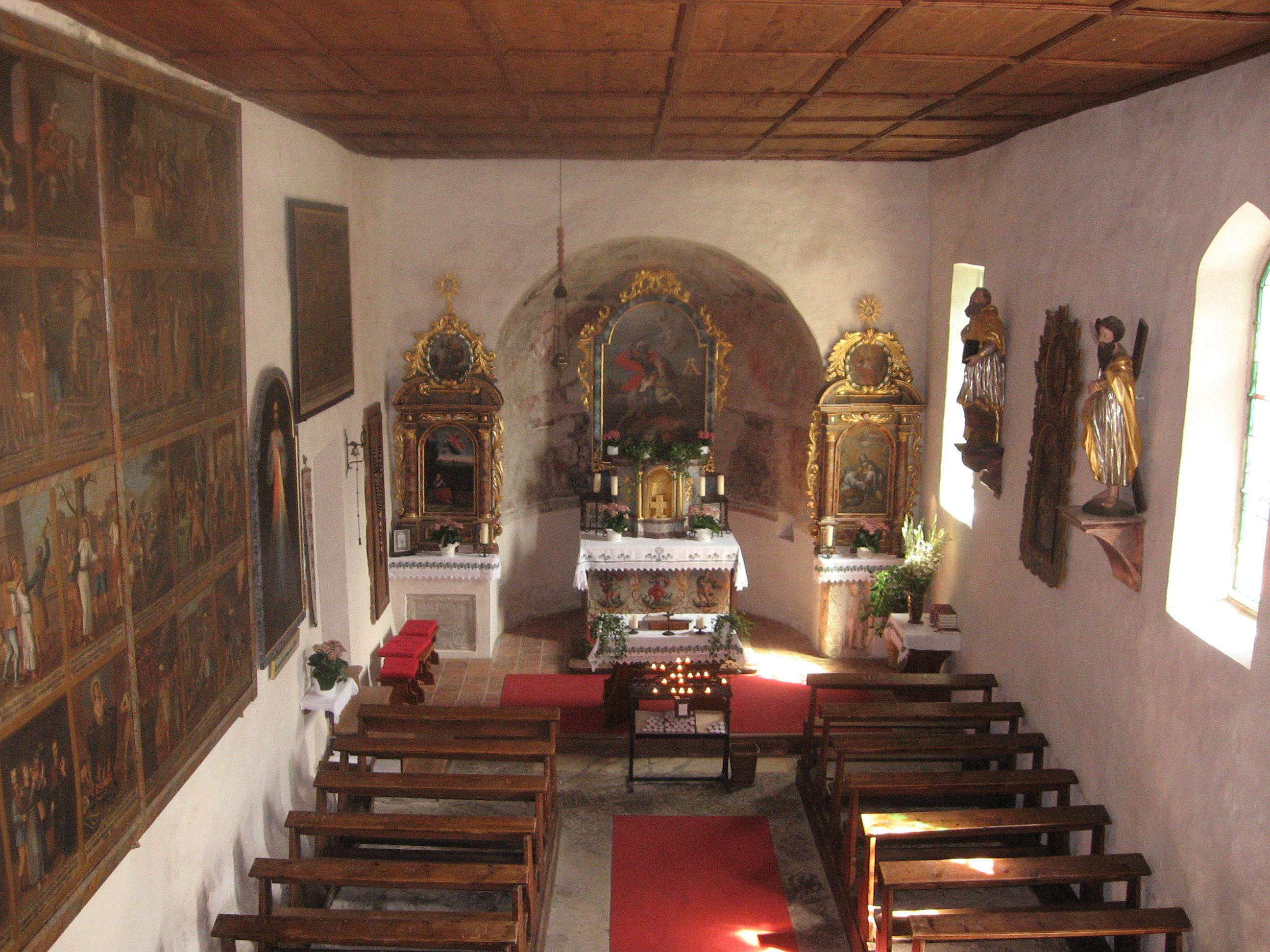
Das Innere der Kirche mit Blick nach vorne

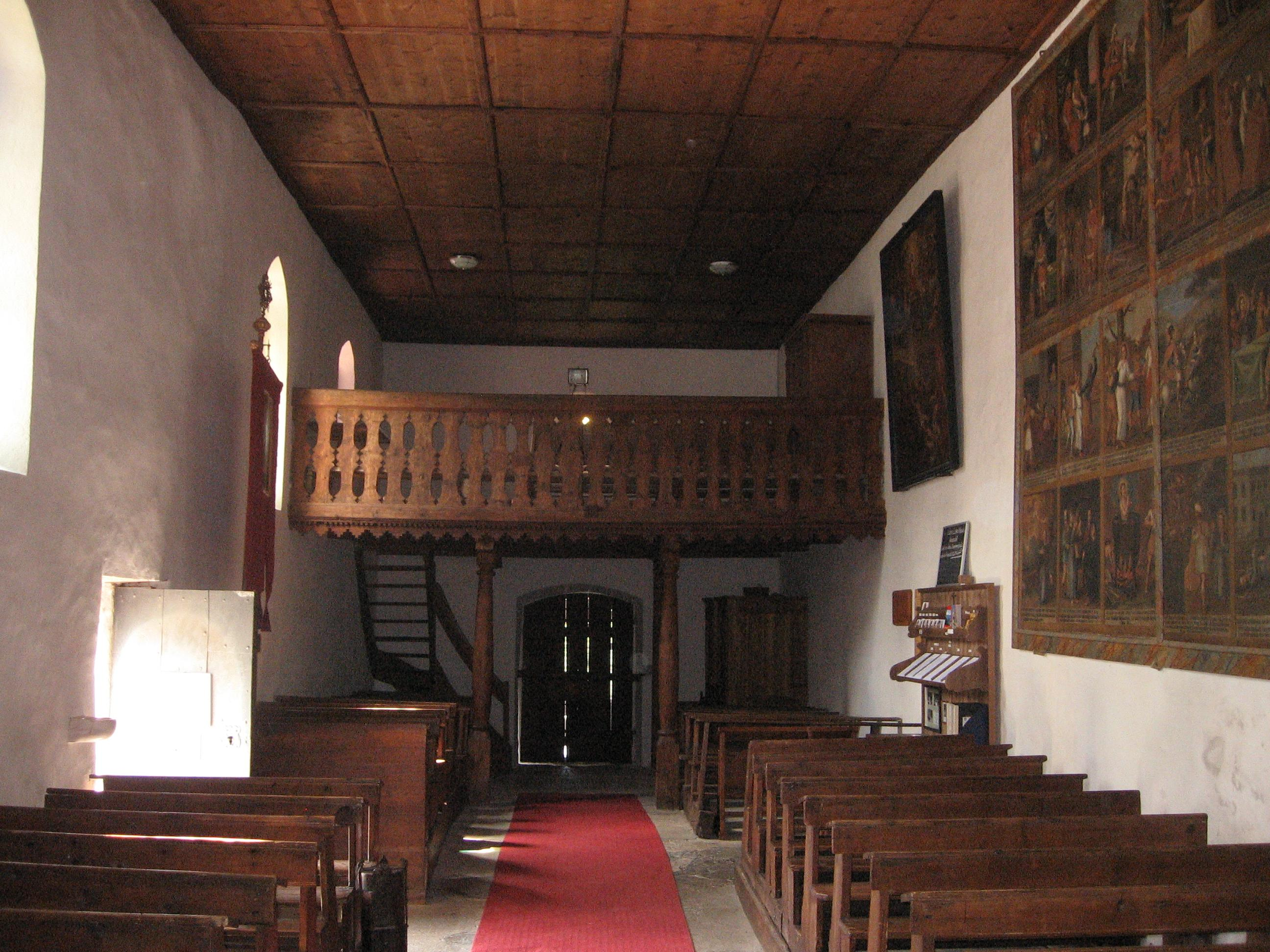
Das Innere der Kirche mit Blick nach hinten

Die Apsis war von Anfang an in der Kirche vorhanden. Das Fresko, auf dem das Jüngste Gericht dargestellt ist, entstand zwischen 1480 und 1520 durch einen unbekannten Künstler, die Gesichter wurden später überarbeitet. Nachdem das Bild durch Wassereinbruch stark beschädigt worden war, wurde es nicht mehr beachtet und durch Baumaßnahmen weiter zerstört. Erst 1972 erfolgte eine Restaurierung, die jedoch nur noch zu mäßigem Erfolg führen konnte.
Die Altäre
Der Hauptaltar wurde 1633 gemauert. Auf dem aus dem Jahre 1750 stammenden Antependium sind drei Tafeln zu sehen. Die Mittlere zeigt den Guten Hirten und wurde wahrscheinlich von einem Künstler namens „Kreidl“ gemalt, der in der Umgebung mehrfach tätig war. Die rechte Tafel zeigt den Heiligen Chrysantus, die linke den Heiligen Georg. Das Altarblatt stammt aus der gleichen Zeit und zeigt den Heiligen Georg im Kampf gegen einen Drachen.
Der linke und rechte Seitenaltar wurde etwa 1700 aus Holz erbaut. Das große Bild des linken Altars zeigt Daniel in der Löwengrube, während ein Engel den Propheten Habakuk herbeiträgt, der Nahrung für Daniel bringt. Ein Kopfbild zeigt um 285 n. Chr. den Heiligen Chrysanthus, einen Märtyrer aus Narbonne. Unten ist eine steinplatte mit Inschrift aus keltischer Zeit eingemauert. Das Hauptbild des rechten Seitenaltars zeigt die Heilige Familie, das Kopfbild Papst Silvester I. Unten ist ein Marmorquader eingemauert, auf dessen Relief u. a. zwei römische Soldaten zu sehen sind.

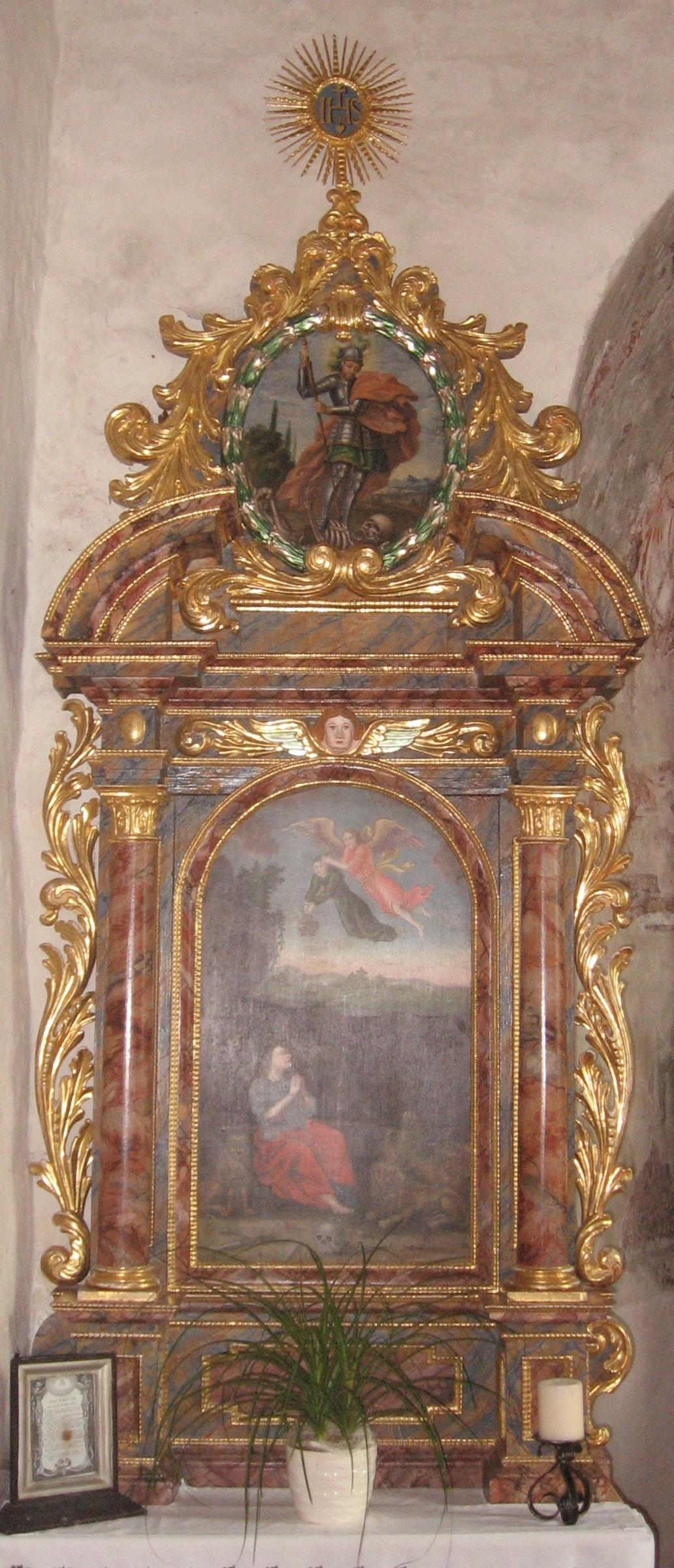
Der linke Seitenaltar
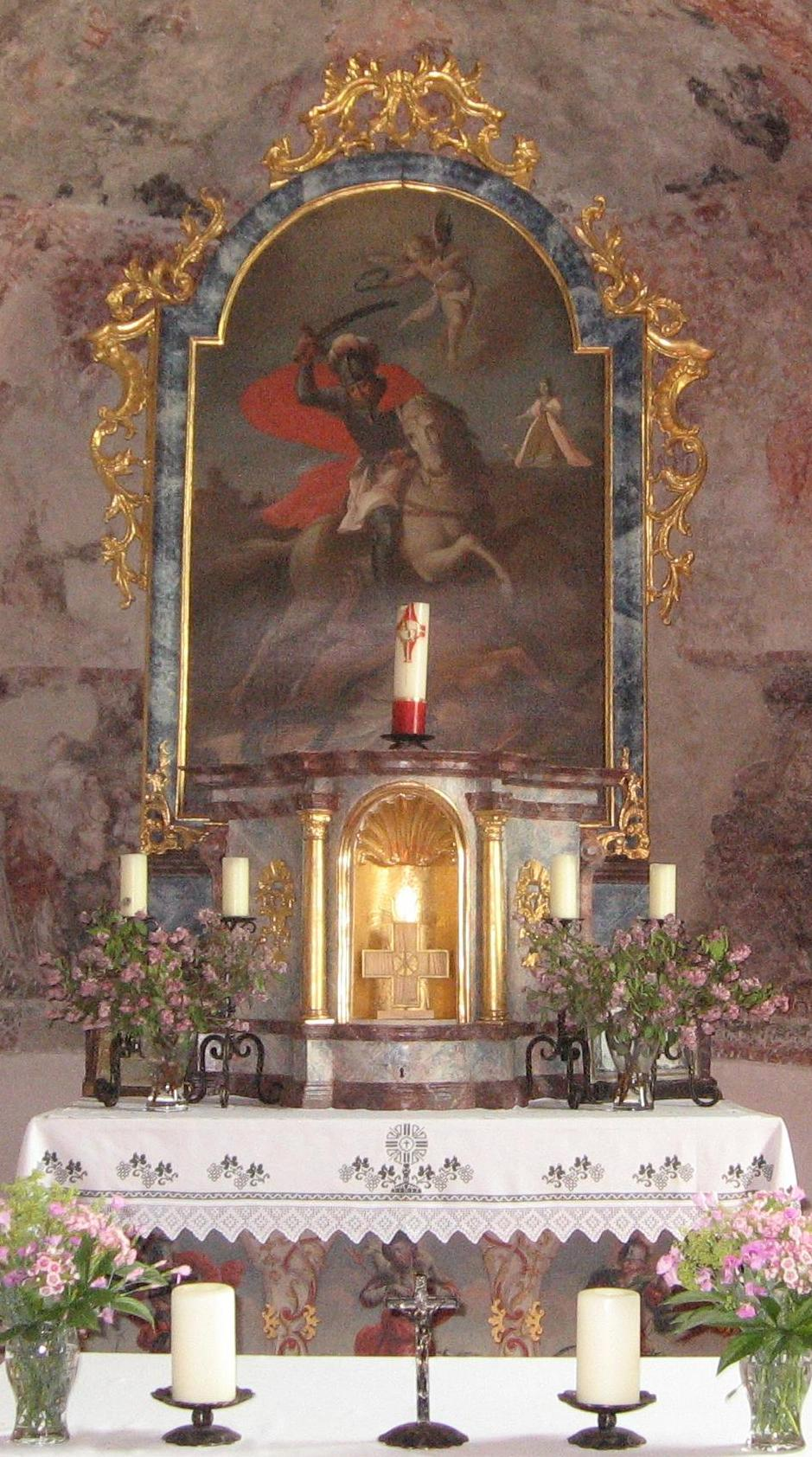
Der Hauptaltar
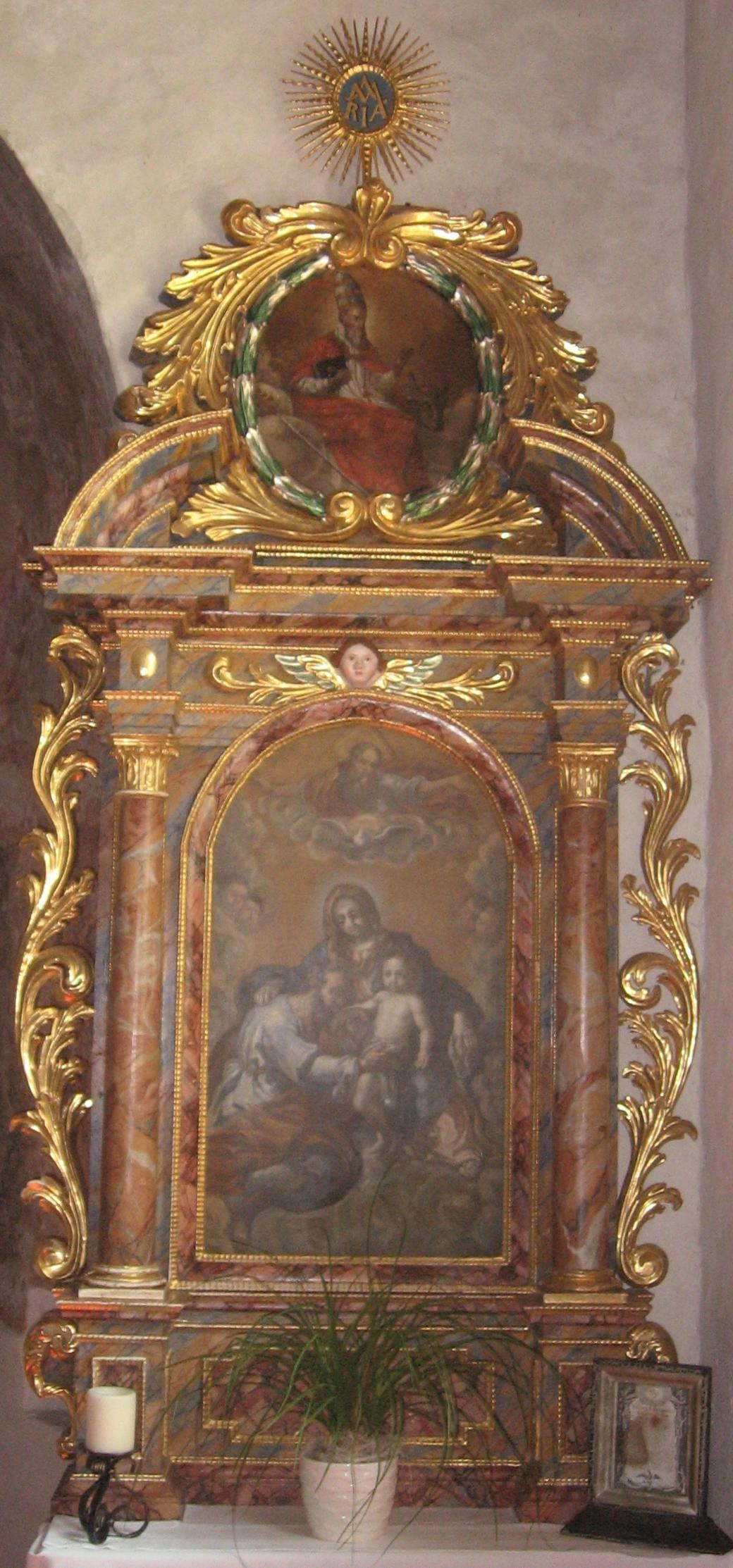
Der rechte Seitenaltar

Bänke

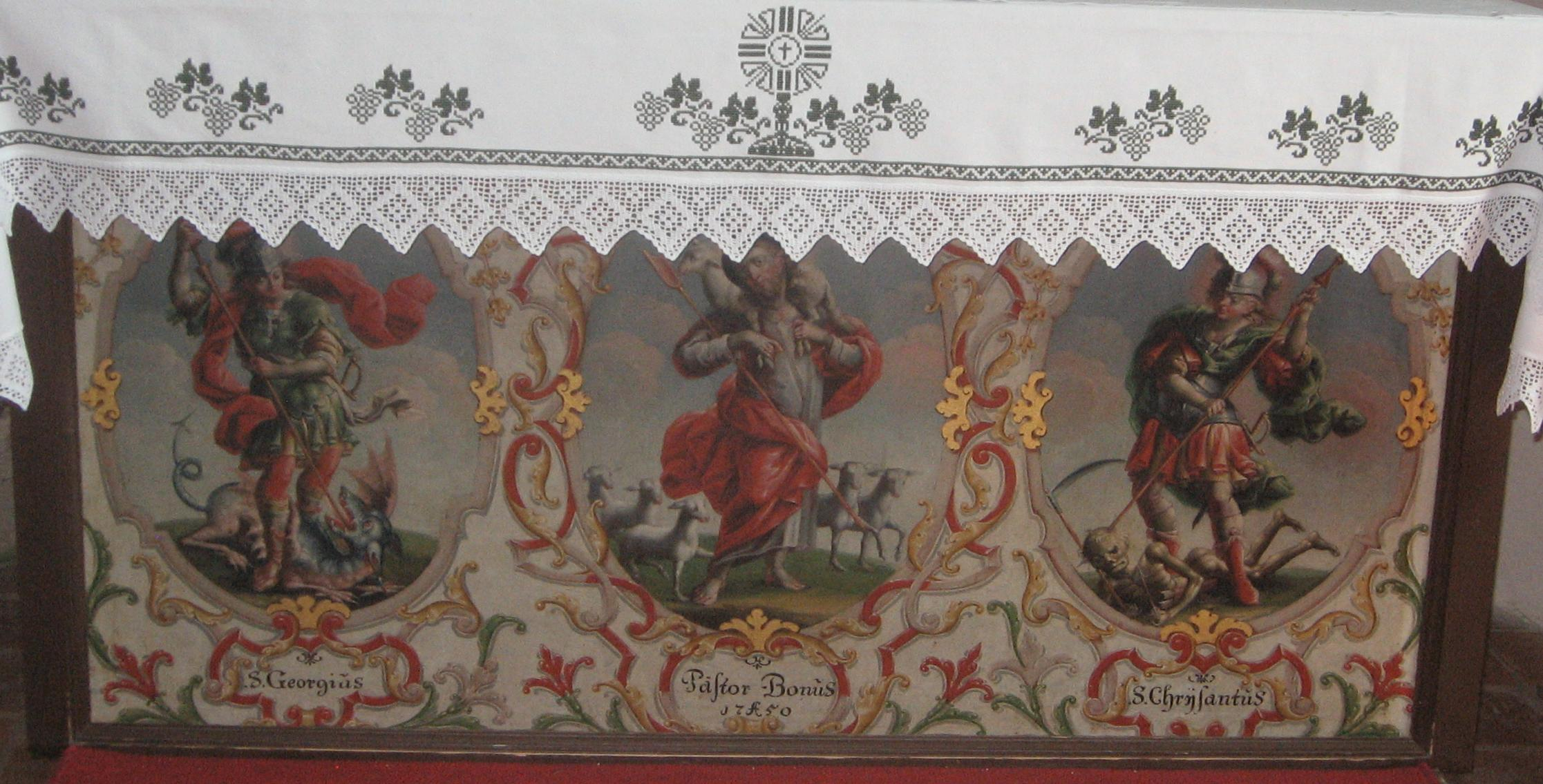
Das Antependium des Hauptaltars

In der Kirche sind einige Bänke aus dem Jahre 1515 erhalten. Ursprünglich waren die Bänke deutlich höher und beim Sitzen wurden die Füße auf die Kniebank abgestellt. Später wurden neue Sitzbretter hinzumontiert, wodurch die alten zu einer Art Rückenlehne wurden. Die meisten Bänke sind jedoch neuer und stammen ca. aus 1630 oder 1750.
Opferstock
Der noch heute eingesetzte Opferstock stammt wahrscheinlich ebenfalls aus 1515. Er wurde aus einem einzigen Holzblock hergestellt, ist mit Eisenbändern gefasst und im Boden einbetoniert. Die Spenden dienen zur Erhaltung der Kirche.
Das Jüngste Gericht
Im hinteren Teil der Kirche befindet sich an der Ostwand ein Gemälde des Jüngsten Gerichts. Es wurde in der zweiten Hälfte des 17. Jahrhunderts von einem Laien gemalt.
Beweinung Christi
An der Südwand befindet sich eine massive Holztafel aus der Zeit um 1670. Auf dem Hauptbild ist die Beweinung Christi dargestellt. Das Kopfbild zeigt den Heiligen Bischof Ulrich von Augsburg. Die im Vergleich zu den anderen Elementen ältere Tafel hatte wahrscheinlich Vorbildfunktion für die Seitenaltäre.
Statuen an der Südseite
An der Südseite befinden sich zwei Statuen aus der Zeit um 1700. Eine zeigt den Apostel Andreas, den ersten Jünger Jesu, die andere den Heiligen Hieronymus, Kirchenvater und Übersetzer der Bibel ins Lateinische (Vulgata).
Große Georgstafel
Die große Georgstafel an der Ostwand ist mit 4,35 × 3,50 Meter das auffälligste und zugleich auch das bekannteste Kunstwerk der Kirche. Sie wurde 1708 von Balthasar Khlenck gemalt und zeigt auf 24 Bildern die Stationen Georgs Martyriums, wobei er bis zu seiner Enthauptung eine Vielzahl von grausamen Hinrichtungsversuchen zunächst unbeschadet übersteht.
Barmherziger Jesus
An der Ostwand befindet sich zwischen der großen Georgstafel und der Zerthailung der heiligen zwölf Apostel
eine Nachbildung des Barmherzigen Jesus, gemalt nach den Visionen der Heiligen Maria Faustyna Kowalska.
Die Zerthailung der heiligen zwölf Apostel
Ein Anfang des 18. Jahrhunderts entstandenes Bild an der Ostwand der Kirche zeigt die Apostel, die sich von Jerusalem ausgehend in die ganze Welt verteilen, um das Wort Jesu zu verkünden.

Galerie
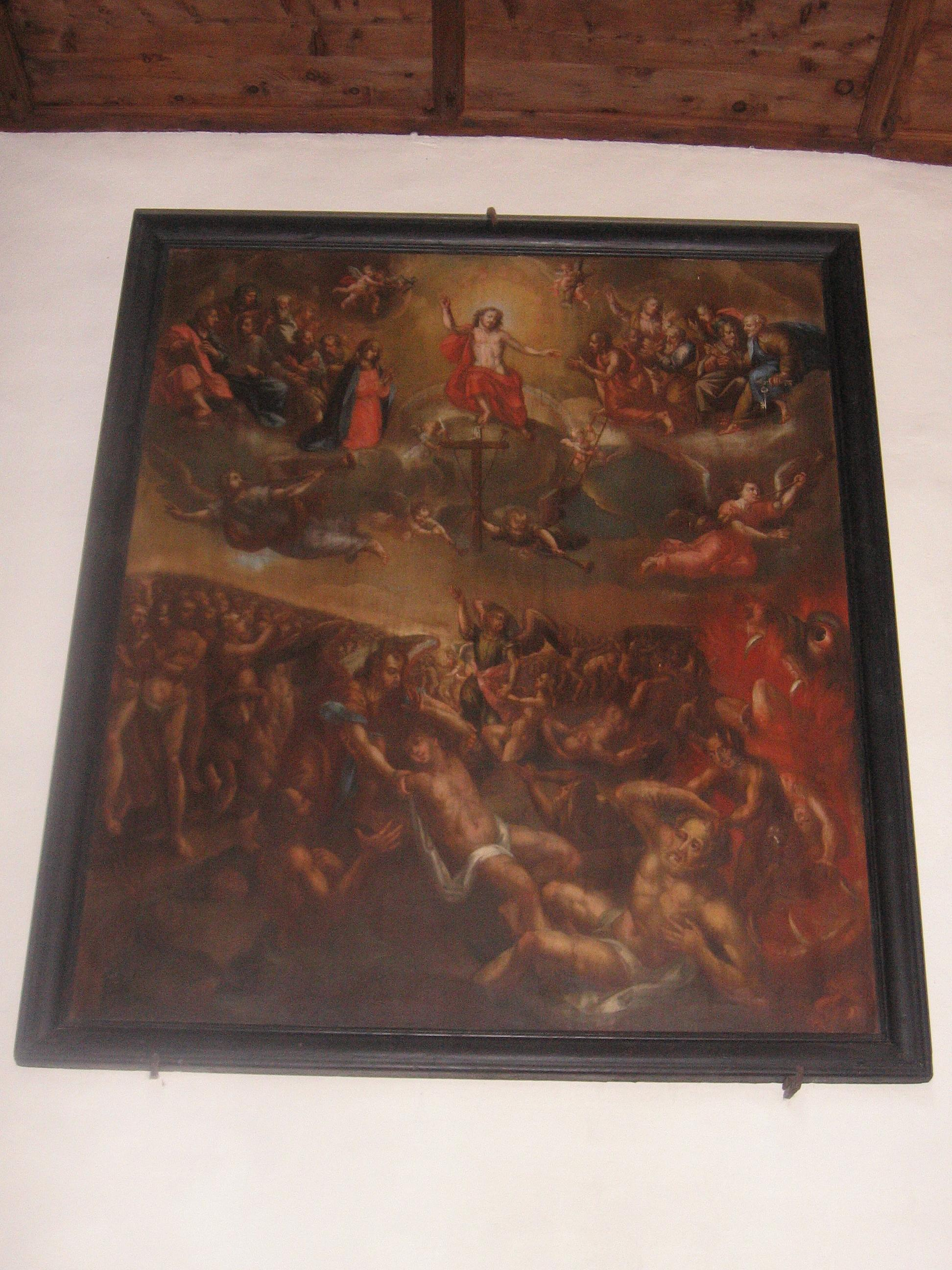
Jüngstes Gericht
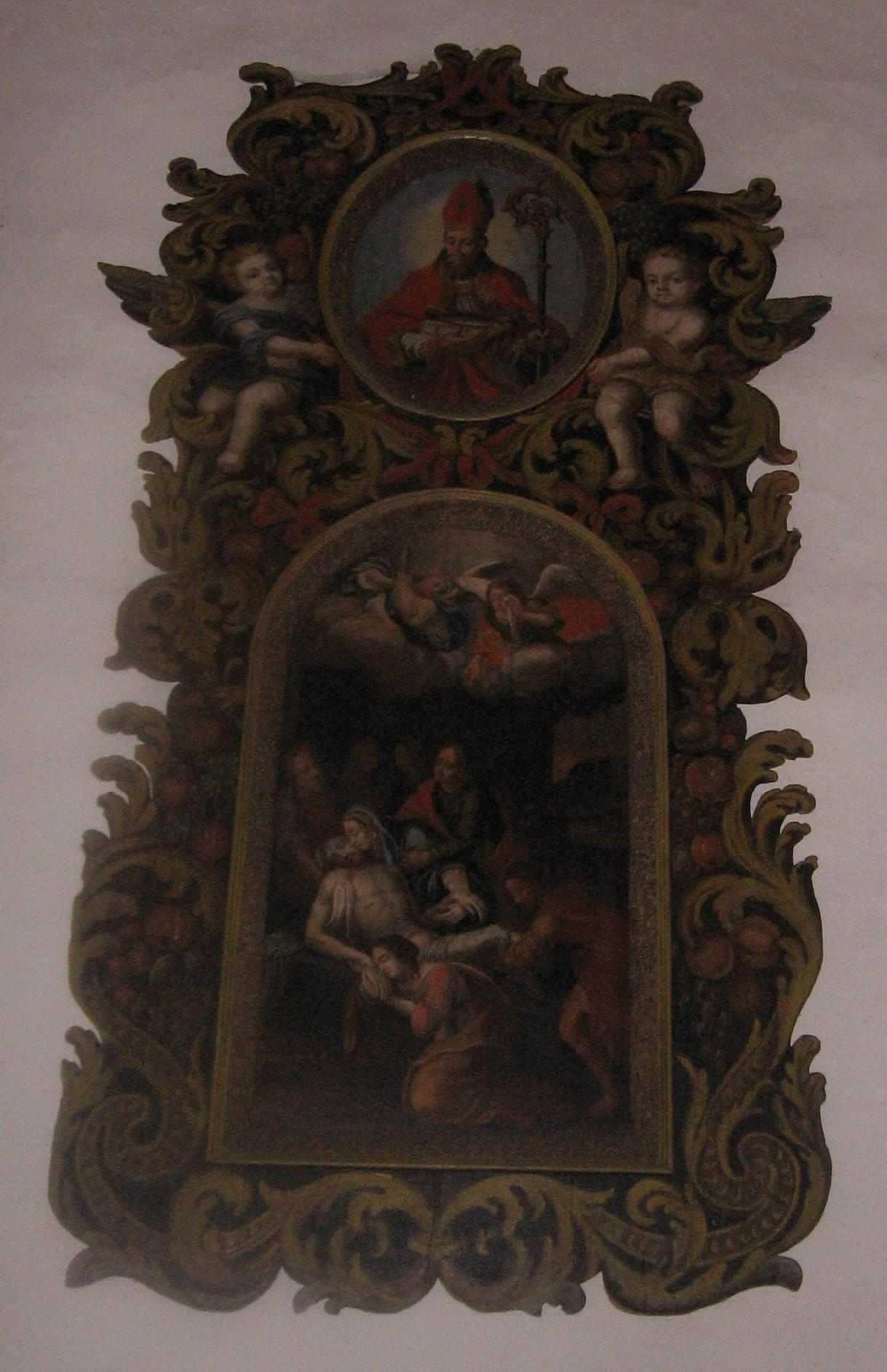
Beweinung Christi
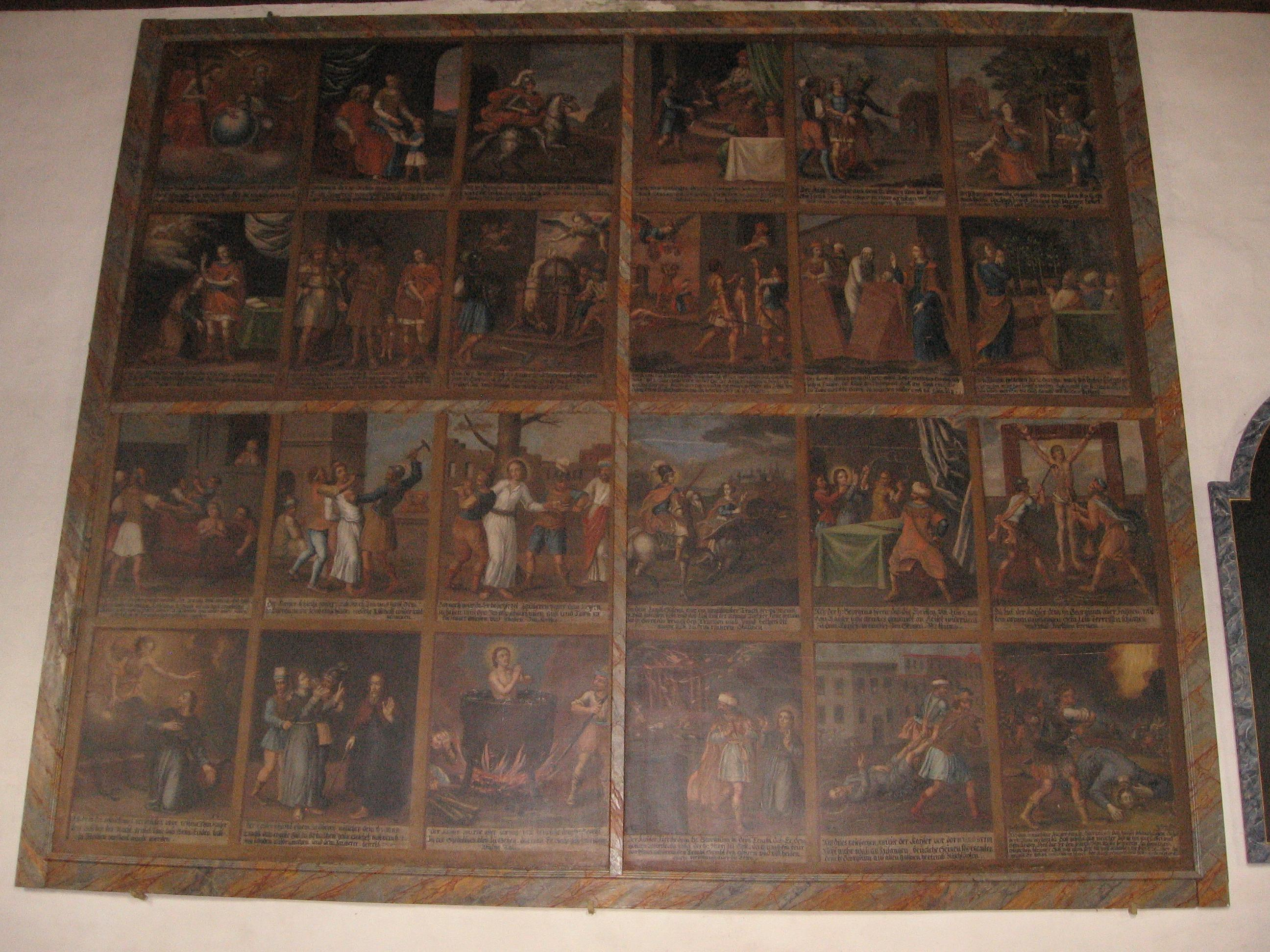
Große Georgstafel
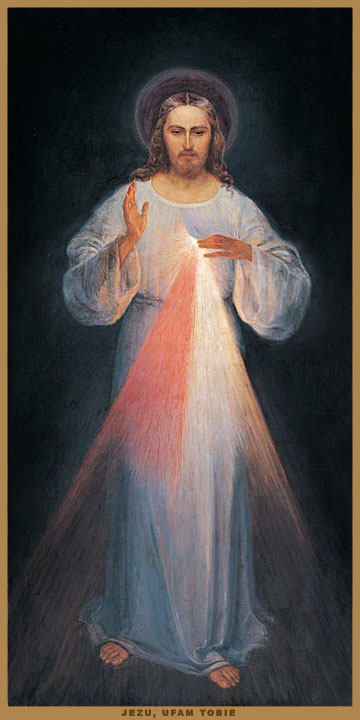
Barmherziger Jesus (nicht die Nachbildung vom Danielsberg)
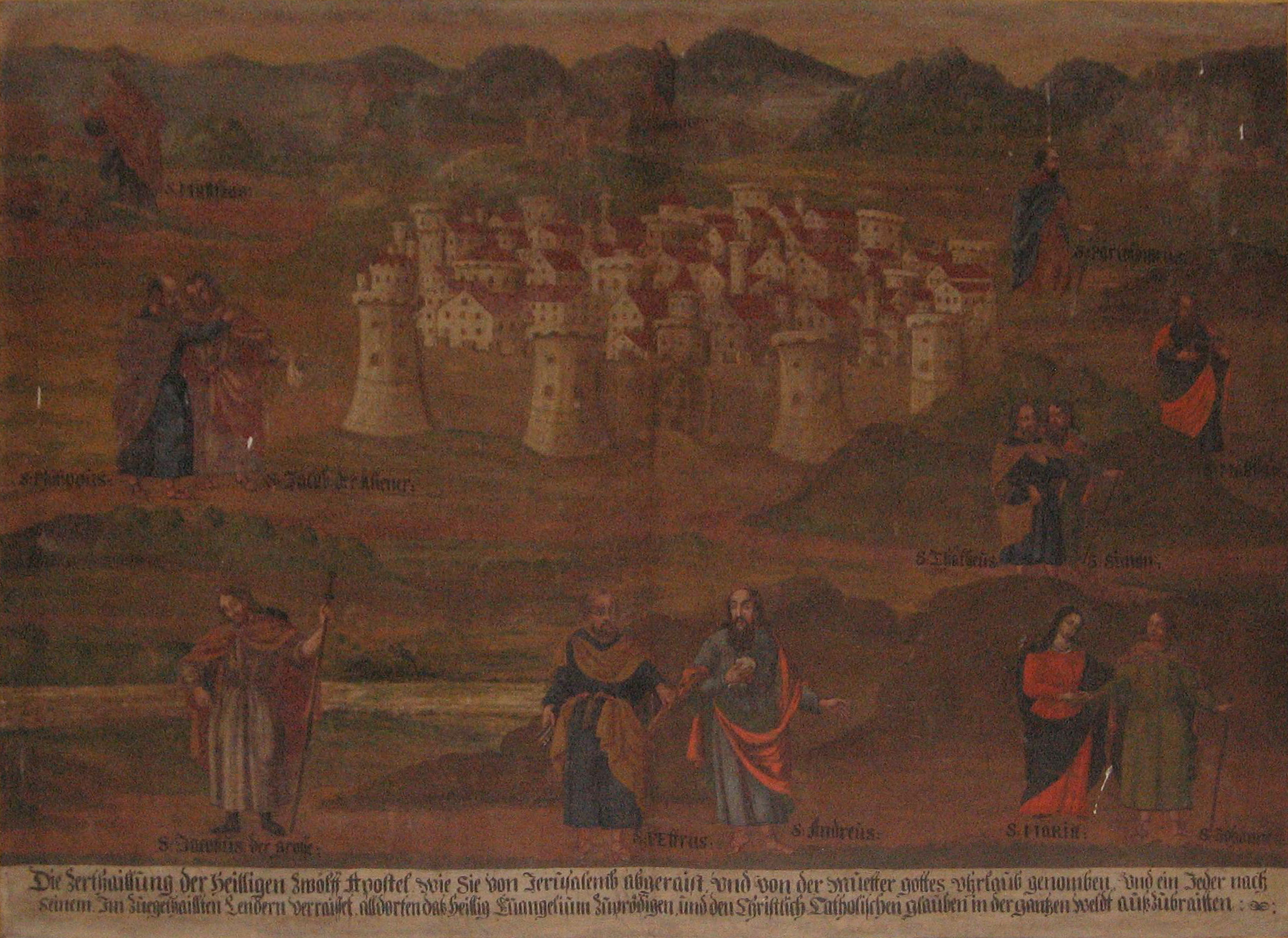
Zerthailung der heiligen zwölf Apostel
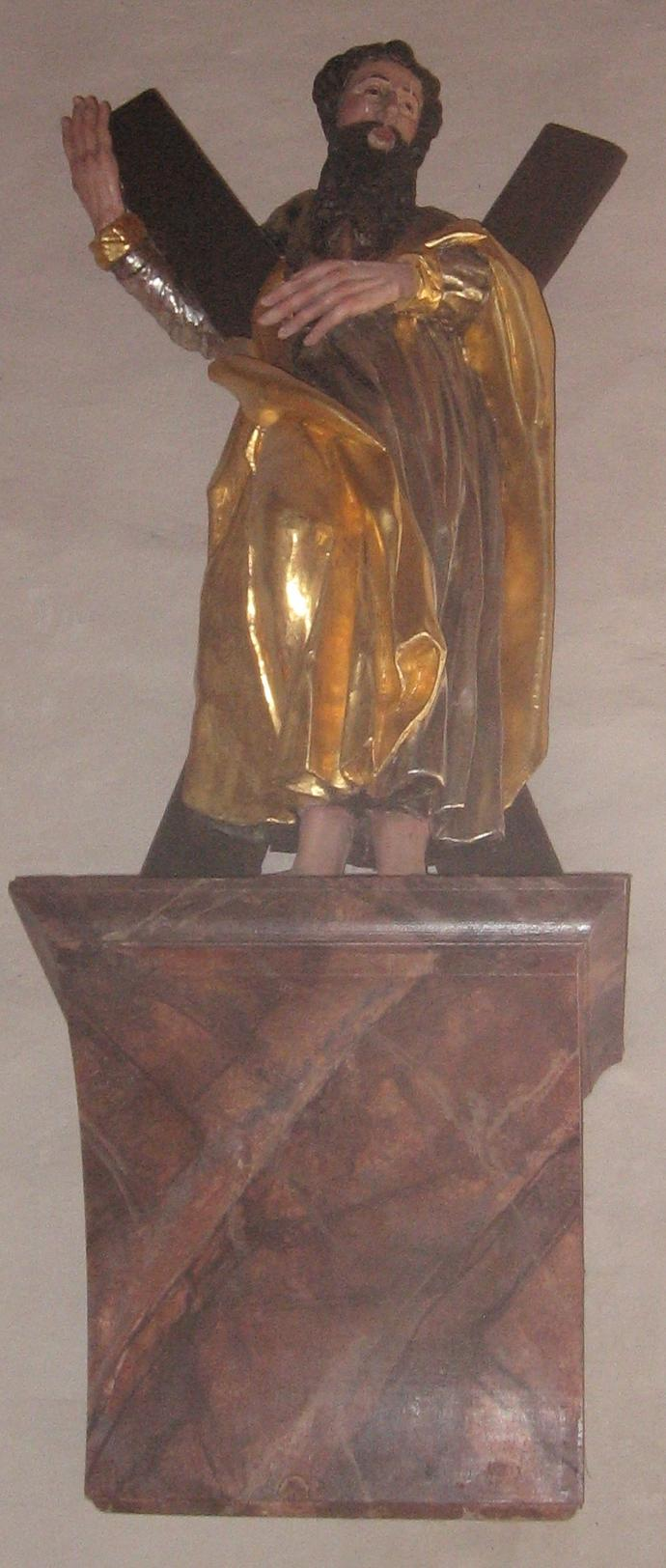
Statue des Heiligen Andreas
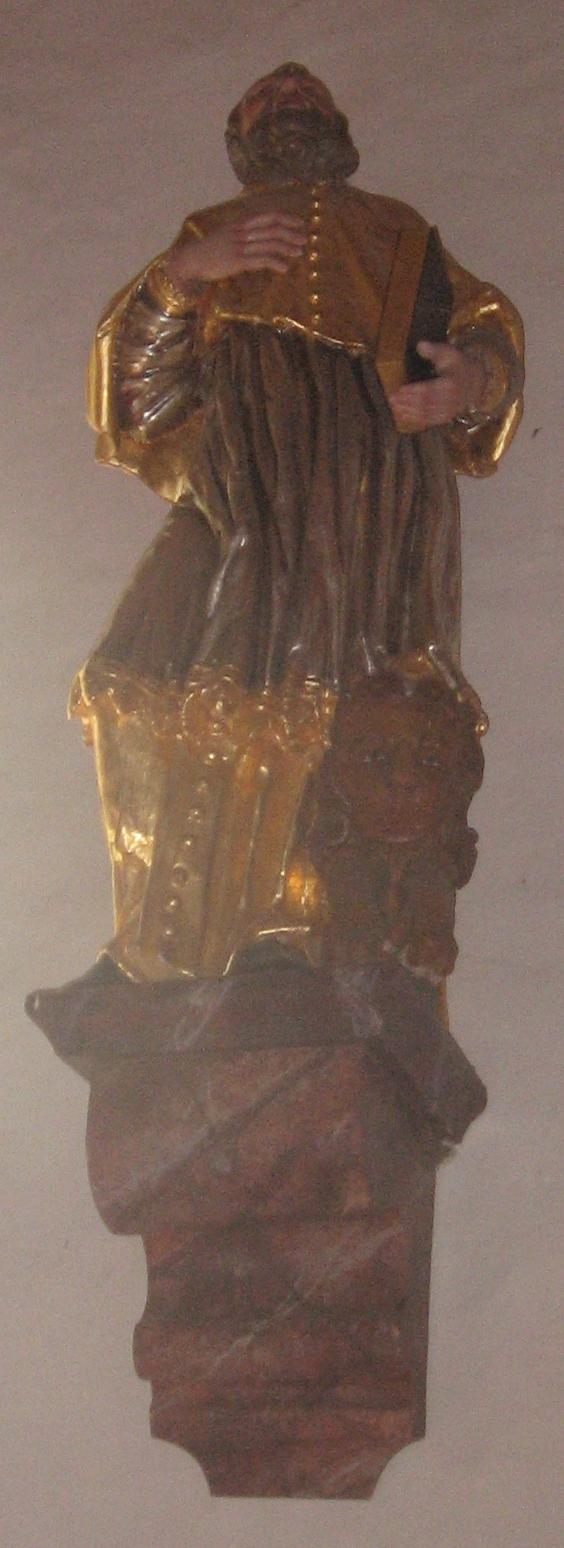
Statue des Heiligen Hieronymus
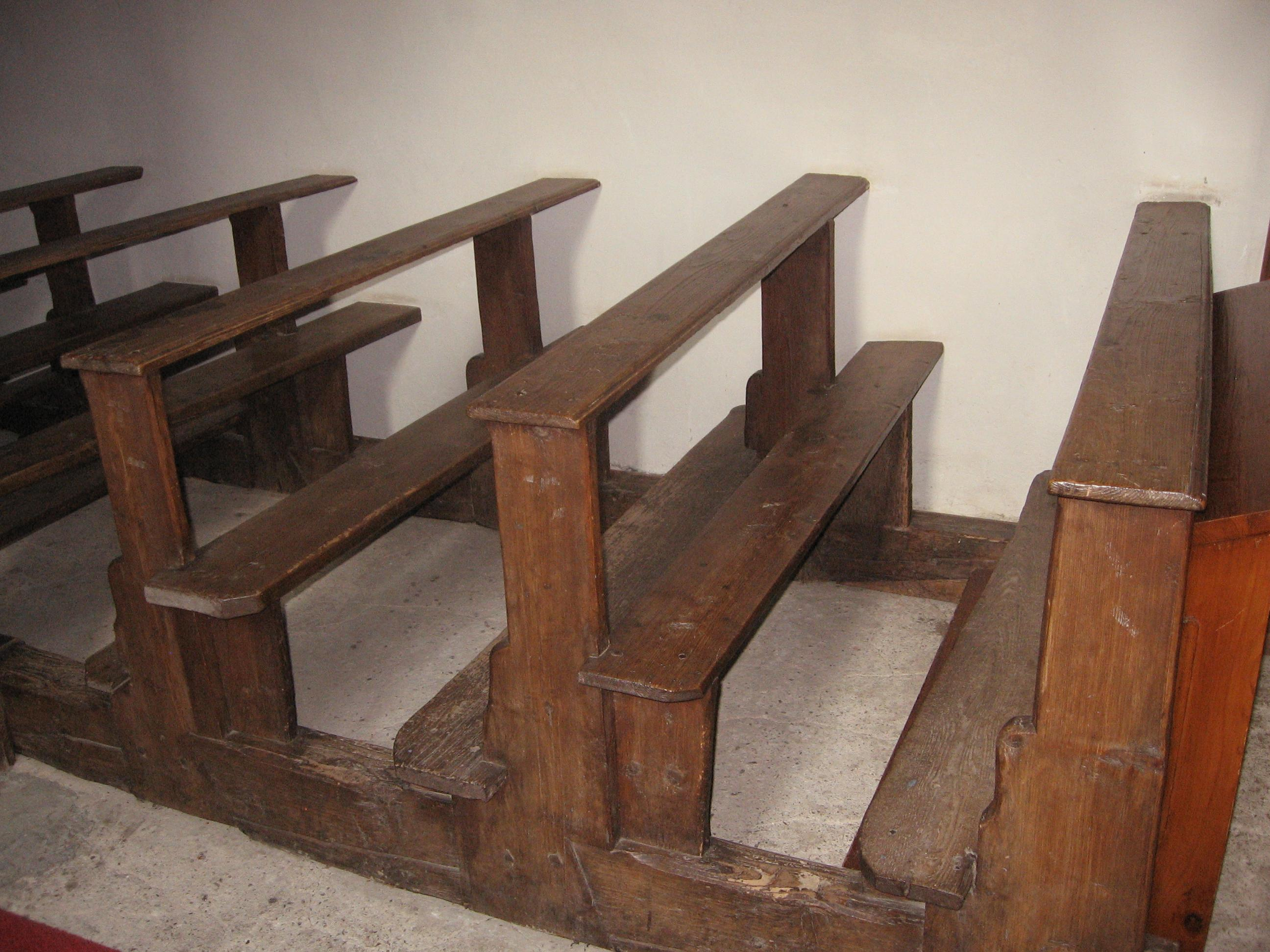
Bänke von 1515
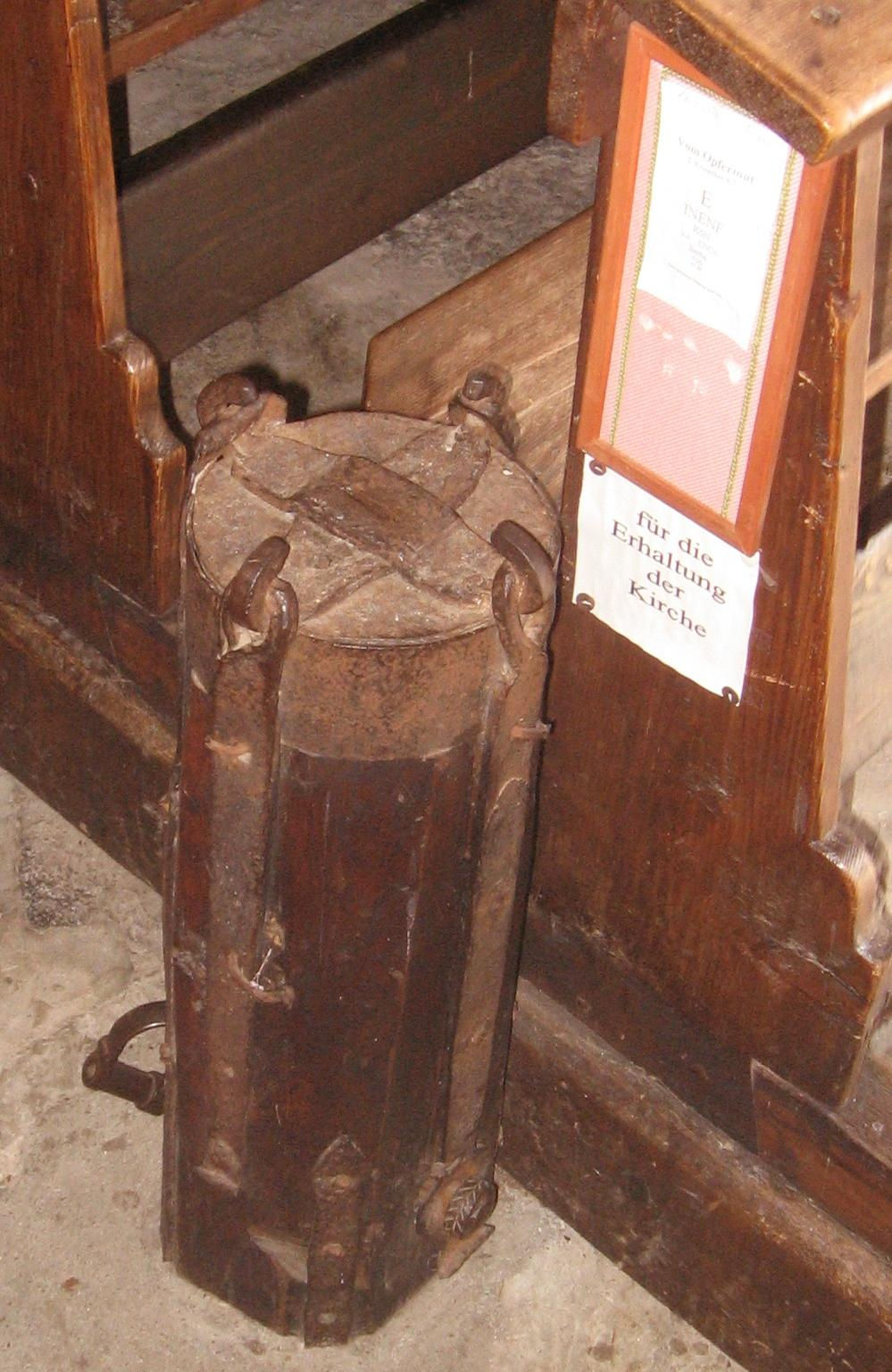
Opferstock